# Hypolimnas dampierensis
Hypolimnas dampierensis är en fjärilsart som beskrevs av Rothschild 1915. Hypolimnas dampierensis ingår i släktet Hypolimnas och familjen praktfjärilar. Inga underarter finns listade i Catalogue of Life.